# Askmyzomela
Askmyzomela (Myzomela cineracea) är en fågel i familjen honungsfåglar inom ordningen tättingar.

## Utseende och läte
Askmyzomelan är en liten till medelstor honungsfågel. Fjäderdråkten är grå, mörkare på huvudet. I flykten syns vita vingundersidor. Lätet är ett gnussligt och nasalt "rek" som avges i en oregelbunden rytm.

## Utbredning och systematik
Fågeln förekommer i västra Bismarckarkipelagen på öarna Niu Briten och Umboi. Den behandlas som monotypisk, det vill säga att den inte delas in i några underarter.

## Levnadssätt
Askmyzomelan hittas i ungskogar i låglänta områden och förberg. Där ses den i undervegetationen, vanligen födosökande bland epifyter.

## Status och hot
Arten har ett stort utbredningsområde, men tros minska i antal, dock inte tillräckligt kraftigt för att den ska betraktas som hotad. Internationella naturvårdsunionen IUCN listar arten som livskraftig (LC).